# Concerto per pianoforte e orchestra n. 4 (Prokof'ev)
Il Concerto per pianoforte e orchestra n. 4 in Si bemolle maggiore op. 53, per la mano sinistra, è una composizione di Sergej Prokof'ev scritta nel 1931.

## Storia
Il pianista austriaco Paul Wittgenstein durante la prima guerra mondiale perse il braccio destro, amputato in seguito a gravi ferite. Egli continuò comunque a suonare usando la sola mano sinistra. Verso la fine degli anni 20 egli chiese a due compositori, Ravel e Prokof'ev, di scrivere un concerto per pianoforte e orchestra per sola mano sinistra. Tra il 1929 e il 1930 Ravel realizzò il suo Concerto per la mano sinistra in Re maggiore e subito dopo, nel 1931, Prokof'ev scrisse il Concerto in Si bemolle maggiore, dedicandolo a Wittgenstein.
Il concerto fu composto in gran parte a Biarritz dove Prokof'ev passò l'estate del 1931 alternando il lavoro al divertimento trascorrendo gradevoli serate con Šaljapin, Charlie Chaplin e il violinista Jacques Thibaud
Il problema principale di Prokof'ev nello scrivere il concerto fu, come d'altronde lo era stato per Ravel, quello di realizzare un lavoro dove il pianista non sfigurasse nonostante la menomazione, cercando soprattutto di non suscitare negli ascoltatori sentimenti di compatimento per la particolare situazione. Il compositore risolse il problema integrando completamente la parte pianistica in quella orchestrale; brevi momenti di virtuosismo si trovano solo nel terzo tempo quando il pubblico, a oltre metà della composizione, avrebbe già dovuto adattarsi all'esecuzione.
Una volta finito, il concerto venne spedito a Wittgenstein che però rifiutò la composizione. Il pianista aveva gusti molto tradizionali, acconsentì di suonare il concerto di Ravel, ma non ne rispettò le particolarità; non comprese e respinse invece la musica di Prokof'ev trovandola eccessivamente complicata e aspra, rifiutandosi di interpretare il concerto.
La composizione rimase ineseguita per molto tempo, Prokof'ev stesso non la suonò mai anche perché aveva dato l'esclusiva per sei anni a Wittgenstein. Quando rientrò definitivamente in Unione sovietica nel 1932 lasciò lo spartito autografo in Francia. La prima esecuzione del concerto avvenne tre anni dopo la morte del compositore, il 5 settembre 1956 a Berlino, interpretato da Siegfried Rapp, pianista tedesco che aveva perduto la mano destra durante la seconda guerra mondiale. Rapp già nel 1950 aveva chiesto a Wittgenstein, dedicatario dell'opera, il permesso per suonare il concerto, ma il pianista austriaco glielo negò con decisione, salvo ripensarci poi qualche anno più tardi.

## Struttura e analisi
Il concerto in Si bemolle maggiore si presenta in quattro tempi con connotazioni molto particolari
1. Vivace. Realizzato in una forma-sonata molto atipica
2. Andante. Dall'aspetto di canzone insolita
3. Moderato. Terzo tempo di grandi dimensioni che ha le tutte le peculiarità di un movimento finale senza esserlo
4. Vivace. Brevissimo e velocissimo postludio suonato in piano per tutta la durata

Il primo movimento è caratterizzato da un grande brio ed è di impostazione essenzialmente motoria. La parte pianistica, scritta come una toccata, si inserisce perfettamente in tutti gli interventi orchestrali. L'Andante è un brano di grande intensità, lirico e molto evocativo. Il terzo tempo si propone con accordi di ispirazione stravinskiana che lasciano poi spazio a una melodia affidata al pianoforte. Un crescendo porta quindi lo sviluppo del brano a momenti di grande incisività con vigorosi accenti ritmici martellanti. L'ultimo brevissimo movimento riporta ai caratteri della parte iniziale concludendosi con una velocissima scala ascendente.

## Organico
Pianoforte solista, due flauti, due oboi, due clarinetti, due fagotti, due corni, tromba, trombone, grancassa, archi